# Калугино (Красночетайский район)
Калу́гино (чув. Калкасси) — деревня в Красночетайском районе Чувашской Республики. Входит в состав Акчикасинского сельского поселения.

## География
Находится в северо-западной части Чувашии на расстоянии приблизительно 1 км на север от районного центра села Красные Четаи.

## История
Известна с 1860 года, когда здесь было 39 дворов и 215 жителей. В 1897 году было учтено 56 дворов и 336 жителей, в 1927 — 81 двор и 405 жителей, в 1939—467 жителей, в 1979—417. В 2002 году было 120 дворов, в 2010 — 97 домохозяйств. В 1931 году был образован колхоз «Красный Октябрь», в 2010 действовало ОАО «Путь Ильича».

## Население
Постоянное население составляло 279 человек (чуваши 99 %) в 2002 году, 254 в 2010.